# لورين وليامز
لورين وليامز هي لاعبة هوكي الجليد كندية، ولدت في 1996 في وندسور في كندا.